# Zamonien
Zamonien ist ein von dem Schriftsteller Walter Moers erfundener Kontinent, der zum ersten Mal in seinem Roman Die 13½ Leben des Käpt’n Blaubär (1999) beschrieben wird. Die zehn folgenden Romane von Walter Moers spielen ebenfalls in Zamonien, weshalb man diese Werke unter dem Begriff Zamonien-Romane oder Zamonien-Zyklus zusammenfasst. Walter Moers bevölkert seine Welt mit einer Vielzahl aus der Weltliteratur entliehener Geschöpfe und eigenen Daseinsformen (Fabelwesen) aller Art. Eine besondere Rolle nimmt hierbei seine Kunstfigur Hildegunst von Mythenmetz ein, welchen er für die meisten seiner Bücher als fiktiven Autor angibt; mehrere Bücher beschreiben auch biografisch sein Leben.
Mit stratifikatorischer Gesellschaftsorganisation, dem Fehlen von Industrie, der Dominanz des Handwerks, ritterähnlichen Kämpfern, Zauberern, Alchemie und Fabelwesen sowie einem âventiure ähnlichen Abenteuerbegriff wird dem Phantasiereich Zamoniens ein mittelalterliches bis frühneuzeitliches Setting zugeschrieben.

## Der Kontinent Zamonien
In einem Interview erläuterte Walter Moers die Bedeutung des Kontinents Zamonien für seine Romane.

„[…] [F]ür mich [war] schon beim ersten Buch der eigentliche Held nicht der Blaubär, sondern der Kontinent Zamonien. Dessen Geschichte — und die seiner Bewohner — möchte ich weitererzählen, in alle möglichen Richtungen.“

Dass es der Autor dabei mit den Zusammenhängen zwischen den einzelnen Büchern nicht sonderlich genau nimmt, ist Programm.

„Zum Beispiel werde ich auch in zeitlicher Hinsicht anders anknüpfen, eine ‚Fortsetzung‘ von ‚Die 13½ Leben des Käpt’n Blaubär‘ muss nicht zwingend chronologisch daran anschließen. […] Es gibt Verknüpfungen unter den Büchern, aber jedes wird für sich alleine stehen. Eines der geplanten Bücher [Rumo] spielt praktisch zeitgleich zum ersten Zamonienroman, mit einem Hauptdarsteller, dem der Blaubär in einem seiner ersten dreizehneinhalb Leben begegnet.“

Diesen Plan führt Moers so weit aus, dass es keine durchgehende, klare Zeitlinie gibt. Und immer wieder kann man Angaben finden, die einer Bemerkung in einem anderen Roman widersprechen. Oftmals treten auch verschiedene Schreibweisen der Namen und Bezeichnungen auf. Allen Romanen eigen ist die komplexe Detailfülle. Orte, Lebewesen, Figuren und andere Dinge werden je nach Bedarf neu eingeführt. Teilweise wird darauf zurückgegriffen, häufig aber etwas Neues hinzugefügt. Außerdem werden die physikalischen Gesetze großzügig ausgelegt und notfalls umgangen oder ignoriert.

### Geografie
Die genaue Lage Zamoniens spielt für die Romane keine Rolle. In Die 13½ Leben des Käpt’n Blaubär wird Zamonien als später untergegangener Kontinent in der Mitte des Atlantiks beschrieben. Offensichtlich um eine möglichst große Freiheit in der Fortführung der Zamonien-Romane zu haben, legte Moers seinen Kontinent als Zusammenfassung aller denkbaren Klimazonen und geographischen Strukturen an. Mit jedem neuen Roman kommen neue Orte und Landschaften hinzu.
Auf den Vorsatzblättern der Romane finden sich Landkarten von Zamonien oder Teilen davon.
Der Weltkarte aus den 13½ Leben des Käpt’n Blaubär zufolge befindet sich Zamonien im heutigen Atlantik, nördlich liegen Grünland und Kleintroll, nordöstlich Großtroll, östlich Eurasien, südöstlich Afrika, südlich der Kontinent Go, westlich Amerika und Urien, im Südosten Yhôll und im Südwesten Nafklathu.
Zamonien untergelagert befindet sich Untenwelt, welches in Rumo & Die Wunder im Dunkeln eine tragende Rolle spielt. Es handelt sich dabei um ein unterirdisches Höhlensystem. In einigen dieser Höhlen befinden sich Städte oder Siedlungen; andere sind von gefährlichen Daseinsformen bewohnt. Die Hauptstadt von Untenwelt ist Hel. Sie wird von dem verrückten König Gaunab 99. regiert. In Zamonien ist Untenwelt weitgehend unbekannt, während die Bewohner von Untenwelt dem Glauben verfallen sind, die Luft von Obenwelt sei ätzend und die Sonne würde einen verbrennen. Das Höhlensystem ist nur durch die Ausgänge in den drei sogenannten „Fallenstädten“ erreichbar: Wolperting, Schneeflock und Nebelheim.

### Zamonische Daseinsformen
Zamonien wird von den seltsamsten Lebewesen bevölkert; der Überbegriff lautet Daseinsformen. In Die 13½ Leben des Käpt’n Blaubär wird der Kontinent zum Rückzugsort der Fabelwesen erklärt. Menschen gibt es in Zamonien nur äußerst vereinzelt, weil sie nach den „Zamonischen Erbfolgerempeleien“, einem Machtkampf mit den Nattifftoffen, von dem Kontinent vertrieben wurden. Diese Erbfolgerempeleien begannen, als ein Nattifftoffe von Menschen aus dem Fenster gestoßen wurde, wobei er sich ein Ohr brach – eine Anspielung auf den Prager Fenstersturz.
Eine Sammlung dieser Daseinsformen findet sich in dem Lexikon der erklärungsbedürftigen Wunder, Daseinsformen und Phänomene Zamoniens und Umgebung von Prof. Dr. Abdul Nachtigaller, das in den Zamonien-Romanen regelmäßig erwähnt und von Prof. Nachtigaller und anderen Charakteren oft zitiert oder als Nachschlagewerk verwendet wird.

## Die Romane

### Übersicht
Die Romane, welche innerhalb von Zamonien spielen, können grob in 2 Kategorien unterteilt werden. Als erstes gibt es die (auto)biographischen Werke. Diese Werke erzählen Geschehnisse, welche innerhalb der fiktiven Welt real sind, und somit eine Realität innerhalb des Fandoms schaffen. Somit sind ihre Schriftsteller und handelnden Figuren existent innerhalb von Zamonien. Teilweise wird so auf sie oder auf die Bücher selber Bezug genommen. Obwohl jedes Buch, mit Ausnahme der Buchhaim-Werke, als Einzelwerk gesehen werden kann, wird an vielen Stellen mehr oder weniger offensichtlich auf die anderen Bücher und ihre handelnden Figuren verwiesen. Eine Unterkategorie bilden die Briefromane, welche eine ähnliche Wirkung haben und die fiktive Realität weiter bedienen. Als zweite Form tritt das Kunstmärchen auf. Diese sind alle von Mythenmetz als fiktivem Autor verfasst und erzählen Geschehnisse, welche auch innerhalb des Fandom fiktiv sind.
Die folgende Tabelle veranschaulicht diese Kategorisierung:
| Titel                                                                   | fiktiver Autor            | Kategorie                              | Anmerkung |
| ----------------------------------------------------------------------- | ------------------------- | -------------------------------------- | --- |
| Die 13½ Leben des Käpt’n Blaubär                                        | Blaubär                   | Autobiographie                         | |
| Ensel und Krete                                                         | Hildegunst von Mythenmetz | Kunstmärchen                           | Das Buch enthält autobiographische Abschnitte in den mythenmetzischen Abschweifungen. Blaubär wird (nicht namentlich) als Lügengladiator erwähnt (s. Die 13½ Leben des Käpt’n Blaubär – Mein Leben in Atlantis). Am Ende hängt Moers noch eine halbe Biographie von Mythenmetz an, bei welcher er sich selbst als Autor angibt.                           |
| Rumo & die Wunder im Dunkeln                                            | nicht angegeben           | Biographie                             | Rumo, Volzotan Smeik und Nachtigaller tauchen zuvor in Die 13½ Leben des Käpt’n Blaubär auf. Da es sich nicht um eine Autobiographie handelt und kein fiktiver Autor angegeben ist, kann hier davon ausgegangen werden, dass dieses Buch innerhalb von Zamonien nicht existiert.                                                                          |
| Die Stadt der träumenden Bücher                                         | Hildegunst von Mythenmetz | Autobiographie                         | Es wird als Teil einer 25-bändigen Autobiographie angegeben. Professor Nachtigaller aus Die 13½ Leben des Käpt’n Blaubär wird als Autor und Wissenschaftler erwähnt, außerdem beginnt hier Mythenmetz’ Feindschaft mit Laptantidel Latuda, einem Literaturkritiker, welchen er auch schon in Ensel und Krete erwähnt.                                     |
| Der Schrecksenmeister                                                   | Hildegunst von Mythenmetz | Kunstmärchen                           | Moers gibt an, das Buch um umfangreiche Abschweifungen gekürzt zu haben. Der fiktive Originalautor der Vorlage Gofid Letterkerl wurde bereits in die Stadt der träumenden Bücher erwähnt. Das Märchen wurde von Mythenmetz neu erzählt. |
| Das Labyrinth der träumenden Bücher                                     | Hildegunst von Mythenmetz | Autobiographie                         | Fortsetzung von Die Stadt der träumenden Bücher |
| Prinzessin Insomnia & der alptraumfarbene Nachtmahr                     | Hildegunst von Mythenmetz | Kunstmärchen                           | |
| Weihnachten auf der Lindwurmfeste                                       | Hildegunst von Mythenmetz | Briefroman (autobiographisch)          | Der Brief ist an Hachmed Ben Kibitzer adressiert, welchen Mythenmetz in Buchhaim trifft (s. Die Stadt der träumenden Bücher). |
| Der Bücherdrache                                                        | Hildegunst von Mythenmetz | Autobiographie/Kunstmärchen            | Es wird im Roman nicht klar gestellt, ob Mythenmetz das Geschehene erlebt oder nur erträumt hat. Den Buchling Hildegunst Zwei trifft er bereits in Die Stadt der träumenden Bücher. |
| Die Insel der Tausend Leuchttürme                                       | Hildegunst von Mythenmetz | Briefroman (autobiographisch)          | Erneut ist der Brief an Hachmed Ben Kibitzer adressiert, wie bereits Weihnachten auf der Lindwurmfeste. Dort erwähnt Moers die Briefe auch schon in einer Fußnote. Außerdem begegnet er auf Eidernorn der Schreckse Izanea Anazazi, einer entfernten Verwandten und „Brieffeindin“ von Inazea, welche Mythenmetz in die Stadt der träumenden Bücher traf. |
| Das Einhörnchen, das rückwärts leben wollte. Zwanzig zamonische Flabeln | Hildegunst von Mythenmetz | Kurzgeschichtensammlung (Kunstmärchen) | Mythenmetz wird erneut als fiktiver Autor der Flabeln (Kurzgeschichten) angegeben. In einer der Geschichten tritt Echo erneut als Protagonist auf, darüber hinaus werden Phistomefel Smeik und Professor Nachtigaller erwähnt, und es gibt diverse Anspielungen an die anderen Bücher.                                                                    |

### Stil
Alle Romane von Moers sind umfassend illustriert, meistens vom Autor selber. Darüber hinaus arbeitet er viel mit unterschiedlichen Schriftarten und -größen, um beispielsweise verschiedene Stimmen oder Geräusche darzustellen.

Hildegunst von Mythenmetz hat sich über die Jahre zum Alter Ego von Walter Moers entwickelt, so wird er wiederholt als fiktiver Autor genannt. Moers inszeniert sich nur als Übersetzer der Romane, wodurch der fiktive Übersetzer Moers in Abgrenzung zum realen Autor existiert und seine Romane somit als eine Form der Herausgeberfiktion betrachtet werden kann.
Moers nutzt in seinen Romanen wiederholt Anagramme, Wortspiele und Wortneuschöpfungen. So sind viele fiktive Autorennamen aus den Namen berühmter, realer Schriftsteller entstanden.

Wiederholt nutzt Moers literarische Vorlagen so wie Hänsel und Gretel bei Ensel und Krete oder Spiegel, das Kätzchen für der Schrecksenmeister.

### Die 13½ Leben des Käpt’n Blaubär
Die 13½ Leben des Käpt’n Blaubär (Untertitel: „Die halben Lebenserinnerungen eines Seebären; mit zahlreichen Illustrationen und unter Benutzung des Lexikons der erklärungsbedürftigen Wunder, Daseinsformen und Phänomene Zamoniens und Umgebung von Prof. Dr. Abdul Nachtigaller“) ist der erste Zamonien-Roman. Moers schildert hier das Leben seines Protagonisten Käpt’n Blaubär und wendet sich dabei im Gegensatz zu den Käpt’n Blaubär-TV-Episoden in der Sendung mit der Maus eindeutig an ein erwachsenes Publikum. Blaubär durchreist im Laufe des Buches den ganzen Kontinent Zamonien mit dem Ziel, Atlantis zu erreichen und sich dort niederzulassen.

### Ensel und Krete
Vom Autor selbst als Märchenparodie bezeichnet, stellt Ensel und Krete eine Bearbeitung des Grimmschen Märchens Hänsel und Gretel mit zwei Fhernhachenkindern – äußerst liebenswürdigen und anständigen Halbzwergen – als Helden dar.
Auf der anderen Seite steht er in der Tradition romantischer Kunstmärchen; denn Moers setzt hier zum ersten Mal die Figur des zamonischen Dichterfürsten Hildegunst von Mythenmetz als fiktiven Autor des Buches, das man gerade zu lesen in Begriff ist, ein. Wie in bekannten Werken romantischer Literatur (vgl. dazu E.T.A. Hoffmanns Roman Kater Murr) fungiert der eigentliche Autor Walter Moers nur als Vermittler des Textes – in diesem Fall als „Übersetzer“ aus dem Zamonischen. Dieser übersetzt nicht nur, sondern greift zusätzlich in das angebliche Original ein, indem er es mit Erläuterungen aus dem Lexikon der erklärungsbedürftigen Wunder, Daseinsformen und Phänomene Zamoniens und Umgebung von Professor Dr. Abdul Nachtigaller, einigen Kommentaren zur Schwierigkeit des Übersetzens sowie der halben Biographie des Hildegunst von Mythenmetz ergänzt.
Mythenmetz, der eigentliche „Autor“ des Buches, kommentiert das Geschehen in seinem Werk auch ständig selbst, mit dem von ihm erfundenen Mittel der „Mythenmetzschen Abschweifung“. Dieses erlaubt ihm, die Geschichte zu unterbrechen und stattdessen irgendetwas anderes Wichtiges (oder Belangloses) einzuschieben.

### Rumo & Die Wunder im Dunkeln
Rumo & Die Wunder im Dunkeln schildert die Abenteuer des Wolpertingers Rumo, der in Die 13½ Leben des Käpt’n Blaubär bereits eine Nebenrolle eingenommen hatte.
Moers selbst hat das Buch als Abenteuerroman bezeichnet. In der Tat lassen sich darin viele Reminiszenzen des Abenteuergenres verschiedener Epochen entdecken, wie beispielsweise mittelalterliche Aventiurefahrten und die Heldenepik oder Klassiker wie Alexandre Dumas, Jules Verne und Karl May. Doch Rumo ist auch gleichzeitig ein Liebesroman. Die Handlung gliedert sich in zwei Teile, was an den arthurischen Doppelweg erinnert: Im ersten Teil (Obenwelt) geht es darum, dass der Protagonist seine Heimat findet, um seine Erziehung und seine Ausrüstung als Held zu erwerben. Im zweiten Teil (Untenwelt) wird ihm diese Heimat genommen; es kommt zur Krise; Rumo muss sich als Held bewähren und findet erst auf diese Weise zu dem, was seine eigentliche Bestimmung ausmacht. Diesen zweiten Teil gestaltet Moers in der Tradition der Jenseitsreisen oder Höllenfahrten (wie z. B. die Visio Tnugdali oder Dantes Göttliche Komödie).

### Die Stadt der Träumenden Bücher
Die Stadt der Träumenden Bücher ist das zweite Werk, in dem Moers vorgibt, ausschließlich als deutscher Übersetzer eines Werkes des Zamonischen poeta laureatus Hildegunst von Mythenmetz zu fungieren. Laut Moers’ Konstruktion stellt der Roman nur die ersten zwei Kapitel der 25-bändigen, über 10.000-seitigen „Reiseerinnerungen eines sentimentalen Dinosauriers“ aus der Feder des Dichterfürsten von der Lindwurmfeste dar, bei denen es sich um von Mythenmetz in der Ich-Perspektive erzählte Begebenheiten in seiner Jugendzeit handelt. Das Buch soll ferner der erste von Mythenmetz in Zamonien veröffentlichte Roman sein.
Die Handlung folgt dem in Fantasy- und Abenteuerromanen häufigen Modell der Quest: Von seinem im Sterben liegenden „Dichtpaten“ Danzelot von Silbendrechsler erhält Mythenmetz einen genialen Text mitsamt dem Auftrag, dessen unbekannten Autor ausfindig zu machen. Zu diesem Zweck solle sich der junge Lindwurm in die „Stadt der Träumenden Bücher“, nämlich nach Buchhaim, eine Anspielung auf den Maler Lothar-Günther Buchheim, aufmachen.
In Buchhaim angekommen ist Mythenmetz überwältigt von der Fülle der auf ihn einströmenden Erfahrungen und verwirrt von den Begegnungen mit einigen Einheimischen. Er erfährt nach und nach, dass die ganze Stadt von einem düsteren System ausgedehnter, labyrinthischer und überreich mit alten Büchern angefüllter Katakomben untertunnelt ist. Dort liefern sich die skrupellosen blutrünstigen Bücherjäger erbitterte Kämpfe um kostbare Druck-Erzeugnisse – nicht nur untereinander, sondern auch mit einem Volk von Zyklopen, den Buchlingen, denen nachgesagt wird, sie fräßen Bücher, sowie zahllosen anderen, größtenteils höchst gefährlichen Daseinsformen. Über allem herrscht dort unten eine unfassbar grausame und erbarmungslose Gestalt, der Schattenkönig.
Als Eigentümer des genialen Manuskripts findet sich der Lindwurm alsbald inmitten einer undurchsichtigen Intrige wieder. Mit Hilfe eines giftigen Buches betäubt, wird er ins Labyrinth gebracht und verirrt sich immer tiefer in dessen Gängen. Inmitten vieler gefährlicher Abenteuer findet Mythenmetz schließlich auch die Wahrheit über die Buchlinge und den Schattenkönig heraus. Die zweite Hälfte des Buches nimmt über längere Passagen Züge eines Bildungsromans an, der schildert, wie der junge Hildegunst von Mythenmetz gewissermaßen in die Lehre geht, um schließlich das Orm, also die Fähigkeit, vollkommene Literatur zu verfassen, zu erlangen.

### Der Schrecksenmeister
Dieses als „Kulinarisches Märchen“ bezeichnete Werk stammt ebenfalls aus der Feder des Hildegunst von Mythenmetz. Konzipiert ist es als „Kulinarischer Roman“. Mythenmetz hat den Roman als Adaption der Novelle „Echo das Krätzchen“ von dem sagenhaften Autor Gofid Letterkerl geschrieben, um dessen Werk der zamonischen Jugend näher zu bringen. Der Stil Letterkerls sei, schreibt Mythenmetz, „sperrig wie ein Kleiderschrank“. Der Held der Geschichte, eine Kratze (nicht unähnlich einer sprechenden Katze), schließt zu Anfang des Buches mit dem Schrecksenmeister der Stadt Sledwaya ein Abkommen. Als Gegenleistung für Unterkunft und fantastische zamonische Kost darf der Schrecksenmeister, ein mächtiger Alchimist, das Fett der seltenen Kratze ernten. Weil der Prozess zur Fettgewinnung mit dem Tod einhergeht, muss die Kratze bis zum nächsten Vollmond einen Ausweg finden oder sterben.
Der Roman stellt eine Neuerzählung von Gottfried Kellers Novelle Spiegel, das Kätzchen aus dem ersten Teil der Novellensammlung Die Leute von Seldwyla dar, wobei Gofid Letterkerl ein Anagramm des Autors der Novellensammlung ist. Es lassen sich viele Parallelen zwischen den beiden Werken finden. Dabei stellt beispielsweise der Name Echo das akustische Äquivalent des Namens der Katze Spiegel dar. Der Handlungsort wurde von Seldwyla zu Sledwaya umgetauft und aus dem Hexenmeister Pineiß wurde der Schrecksenmeister Succubius Eißpin.

### Das Labyrinth der Träumenden Bücher
Der Roman ist eine Weitererzählung des Romans „Die Stadt der träumenden Bücher“. Er erzählt, wie Mythenmetz, der inzwischen ein gefeierter Autor und völlig vom Ruhm verwöhnt ist, nach Buchhaim zurückkehrt und dort einige alte Bekannte wiedertrifft. Obwohl er keinesfalls vorhat, noch einmal in die Katakomben einzusteigen, lässt er sich zu einer geführten Tour in das Labyrinth überreden. Dort wird er schließlich allein zurückgelassen, nur mit einem Zettel in der Hand, auf dem steht: „Hier fängt die Geschichte an.“ Damit endet das Buch.

### Prinzessin Insomnia und der alptraumfarbene Nachtmahr
Ein Roman, der von Walter Moers geschrieben und von Lydia Rode illustriert wurde. Er erschien am 28. August 2017 im Knaus Verlag. Er handelt von Prinzessin Dylia, welche an einer mysteriösen Krankheit leidet, die zu wochenlanger Schlaflosigkeit führt, und die eines Nachts dem Nachtmahr Havarius Opal begegnet, welcher sie auf eine Reise nach Amigdala, dem Angstzentrum in ihrem Gehirn mitnimmt, um zu versuchen, sie in den Wahnsinn zu treiben.

### Weihnachten auf der Lindwurmfeste
Dieser Briefroman wurde im November 2018 veröffentlicht und erneut von Lydia Rode illustriert. Er handelt von einem Brief, den Hildegunst von Mythenmetz an den Eydeeten Hachmed Ben Kibitzer geschrieben hat. Er beschreibt das Fest Hamoulimepp, welches er sehr kritisch betrachtet. Viele Aspekte dieser Lindwurmtradition und der Lebensweise auf der Lindwurmfeste werden dabei von ihm erklärt.

### Der Bücherdrache
Der Bücherdrache ist am 25. März 2019 erschienen. In dem Roman erzählt Hildegunst von Mythenmetz, wie er in den Katakomben auf Hildegunst II, einen nach ihm benannten Buchling, trifft. Dieser erzählt ihm, wie er sich auf Grund einer Mutprobe und eines Aufnahmerituals seiner Mitschüler auf die Suche nach Nathaviel, dem sagenumwobenen Bücherdrachen, macht und diesen im in den Katakomben von Buchhaim gelegenen Ormsumpf antrifft.

### Die Insel der Tausend Leuchttürme
Das Buch wurde erstmals für Herbst 2016 angekündigt, wurde dann allerdings mehrmals verschoben und erschien schließlich am 6. September 2023. Der Roman handelt von Hildegunst von Mythenmetz und einer Reise auf die Insel Eydernorn; er ist in der Form eines Briefromans an Hachmed Ben Kibitzer geschrieben. Mythenmetz begibt sich zur Kur auf die Insel, lernt die ihm unbekannte Kultur kennen und wird schnell in ein Abenteuer hereingezogen, das deutlich größer ist, als er anfangs dachte.

### Das Einhörnchen, das rückwärts leben wollte.
Das Einhörnchen, das rückwärts leben wollte. Zwanzig zamonische Flabeln ist eine im September 2024 erschienene Sammlung von Kurzgeschichten, die sich alle entfernt mit dem Thema Identität beschäftigen. Jede Geschichte hat einen eigenen Handlungsrahmen und eigene Protagonisten. Es gibt eine Vielzahl an Anspielungen, sowohl an die anderen Romane als auch auf popkulturelle und literarische Bezüge.

### Das Schloss der Träumenden Bücher
Dieser Roman sollte die Fortsetzung des Romans „Das Labyrinth der träumenden Bücher“ sein. Er sollte ursprünglich im Herbst 2014 erscheinen, wurde dann auf Oktober 2015 und dann auf unbestimmte Zeit verschoben.

## Wichtige Figuren der Zamonienromane

### Käpt’n Blaubär
Käpt’n Blaubär ist der Protagonist in Moers’ erstem Zamonien-Roman Die 13½ Leben des Käpt’n Blaubär. Er ist ein „Seebär“. Es liegt daher in seiner Natur, zu lügen und zu übertreiben, wo immer es möglich ist. Der Käpt’n gehört zur zahlreichen Rasse der Buntbären. Ein Buntbär hat üblicherweise 27 Leben. Die ersten 13 Leben von Käpt’n Blaubär verliefen extrem ereignisreich. Er reiste quer durch ganz Zamonien, erlebte die bizarrsten Abenteuer und traf viele unterschiedliche Daseinsformen. Am Ende des Buches lebte er „ein halbes Leben in Ruhe“. Der Verlauf der weiteren 13½ Leben bleibt geheim.

### Prof. Dr. Abdul Nachtigaller
In Die 13½ Leben des Käpt’n Blaubär wird Prof. Dr. Nachtigaller als der Leiter der elitären Nachtschule vorgestellt. Blaubär verbringt hier eines seiner Leben und eignet sich bei ihm sehr viel allgemeines und spezielles Wissen an. Nachtigaller ist Autor des berühmten „Lexikon der erklärungsbedürftigen Wunder, Daseinsformen und Phänomene Zamoniens und Umgebung“. Sein Leitspruch lautet: Wissen ist Nacht!, eine Anspielung auf seine Dunkelheitsforschung, die in etwa besagt, dass Wissen und Dunkelheit sich gegenseitig bedingen und die seiner Meinung nach zur Unsterblichkeit verhilft. Er besitzt, was selbst für einen Eydeeten sehr außergewöhnlich ist, sieben Gehirne: Eines anstelle der Milz, eins an der gewöhnlichen Stelle im Kopf, und vier in Auswüchsen aus dem Kopf. Von dem siebten Hirn weiß niemand, wo es sich befindet. Wie jeder Eydeet ist er befallen von Intelligenzbazillen, die er während seiner Unterrichtsvorträge auf seine Schüler überträgt, wodurch unter anderem Käpt’n Blaubär sein Wissen hat. Er erfand unter anderem den Nachtigallerator, das Luftschloss, das Nachtigalloskop und den Nachtigallerschen Unmöglichkeitsschlüssel. Manche Erfindungen, wie etwa die Treibsandhose und Aquaschuhe, sind aufgrund fraglicher Funktion in der Kammer der unausgereiften Patente gelandet, welche mithilfe des Luftschlosses gesichert wird.

### Das Zamomin
Das Zamomin ist ein chemisches Element, das denken kann. Erschaffen wurde es von dem legendären Alchimisten Zoltep Zaan bei dem Versuch, den Stein der Weisen herzustellen. Das Ergebnis dieses Experiments konnte tatsächlich denken, allerdings nur auf dem Niveau eines Schafs. Aus Frustration warf Zaan es in den Treibsand von Unbiskant, wodurch der denkende Treibsand entstand.
Später fand Prof. Dr. Nachtigaller dieses Stück und versuchte, dessen Intelligenz durch chemische Prozeduren zu vergrößern. Sein Ziel war es, das Element so klug zu machen, dass es die großen Probleme der Menschheit lösen könnte. Dabei unterlief ihm aber ein Fehler und das Zamomin wurde wahnsinnig. Nachdem Nachtigaller erkannte, dass das Element kein Interesse daran hatte, seinen Bestimmungszweck zu erfüllen, warf er es ins Meer. Das Zamomin entkam jedoch mit Hilfe seiner telepathischen Fähigkeiten vom Meeresgrund und ließ die Moloch bauen, einen aus zahlreichen erbeuteten Schiffen von ebenso zahlreichen willenlosen Sklaven zusammengebauten Ozeanriesen, mit dem Ziel, Herrscher der Welt zu werden. Unter dramatischen Umständen wurde es mit Hilfe Nachtigallers von Blaubär vernichtet.
Ein weiteres Stück Zamomin kommt in dem Roman Rumo & Die Wunder im Dunkeln vor. Es befand sich im Inneren des sadistischen Generals Ticktack, einem Maschinenwesen und Kommandeur der Kupfernen Kerle. Zaan baute es dort ein, wonach seine Kreatur Amok lief. Diese Variante des Zamomins war nicht weniger wahnsinnig als das Stück, das die Moloch kommandierte. Aber es machte den, der es berührte, unverwundbar, jedoch nicht unsterblich. Am Ende des Buches riss Rumo es aus Ticktacks Leib, wonach es von einem Vrahok, einem monströsen Untenweltwesen, aufgesaugt wurde. Dann starb der Vrahok, wodurch der Verbleib dieses Stückes ungeklärt bleibt.
Zamomin spielt in den jeweiligen Büchern wichtige Rollen.

### Rumo
Rumo ist ein zamonischer Wolpertinger, eine Variante des bayrischen Wolpertingers. Einen zamonischen Wolpertinger kann man sich als einen aufrecht gehenden menschengroßen Hund mit großen Zähnen und kleinen Hörnern vorstellen. Manche zamonischen Wolpertinger erklären ihre Physis mit ihrer (umstrittenen) Abstammung von Wolf und Reh.
Rumo hat ein weißes Fell und ein furchterregendes Gebiss mit vielerlei Zähnen. Wie alle Wolpertinger ist er ein geborener Kämpfer, wobei er, ebenfalls wie jeder Wolpertinger, einige Kampfsportarten besonders gut beherrscht. Er kann zum Beispiel ausgezeichnet fechten. Das größte Talent der Wolpertinger ist wohl ihre unfassbare Schnelligkeit, die es Rumo zum Beispiel in einer Szene des Romans „Rumo & Die Wunder im Dunkeln“ ermöglicht, einem auf ihn abgeschossenen Armbrustbolzen nicht nur auszuweichen, sondern diesen im Flug mit der Hand zu fangen. Das Kämpfen ist jedoch nicht sein einziges Talent: Er ist ein ausgezeichneter Schreiner, vielleicht der beste seiner Zeit.
Seinen ersten Auftritt hat Rumo in Die 13½ Leben des Käpt’n Blaubär, als er als Welpe von Blaubär aus einem Bauernhof gerettet wird, der beinahe von einem zwei Kilometer großen Bollogg plattgesessen worden wäre. In diesem Roman wird Rumo später auch der Leibwächter von Volzotan Smeik und kann sich in dieser Position bei seinem einstigen Lebensretter revanchieren. Er soll Blaubär auf die Moloch bringen, übergibt ihn aber den Unsichtbaren Leuten in der Kanalisation von Atlantis.
Rumo ist die Hauptperson in Walter Moers’ drittem Zamonien-Roman, Rumo & Die Wunder im Dunkeln. Darin wird Rumos Lebensgeschichte (ohne den Atlantis-Aufenthalt) erzählt.

### Fredda
Eine Berghutze und Mitschülerin von Blaubär in der Nachtschule. Wie alle Berghutzen hat Fredda am ganzen Körper ein dichtes Fell, ist körperlich sehr stark und kann ausgezeichnet klettern. Bei ihrer Ankunft in der Nachtschule hat Professor Nachtigaller Fredda als erstes das Lesen und Schreiben beigebracht, da Berghutzen nicht sprechen können, sondern nur schreien. Seitdem trägt sie immer einen Schreibblock und einen Stift mit sich herum und kommuniziert mit ihren Mitschülern über Zettel.

### Volzotan Smeik
Volzotan Smeik ist eine Haifischmade aus der Familie Smeik.
Er war seinerzeit der Anführer der ersten friedlichen Belagerung der Lindwurmfeste. Die Belagerer, die sogenannten Huldlinge, schmeichelten den Lindwurmfestenbewohnern so lange, bis diese ihnen Einlass gewährten. Im Inneren der Feste begannen die scheinbar harmlosen Belagerer die Lindwürmer anzugreifen, da in der Lindwurmfeste sagenhafte Schätze vermutet wurden. Alle bisherigen Belagerungen waren von den Lindwürmern zurückgeschlagen worden. Smeik hatte die frustrierten Söldner daraufhin vereinigt und war durch die „friedliche Belagerung“ in die Festung gekommen. Dort begann er ein grausames Massaker, bei dem ein Großteil der Lindwürmer ums Leben kam. Doch die Lindwürmer konnten zurückschlagen und töteten sämtliche Angreifer außer Smeik, der fliehen konnte.
Zwischenzeitlich war Smeik außerdem Kriegsminister unter dem hochverschuldeten ornischen Kleinfürsten Hussain Jenadepuer, der, als er seinen Soldaten gestand, dass er pleite war, von diesen gelyncht wurde.
Später wurde Smeik von den Teufelszyklopen auf die Schwimmenden Teufelsfelsen verschleppt. Nach mehreren Jahren, die er in einem finsteren Schlammloch verbrachte, begegnet er Rumo, den er das Sprechen und das Wissen um seine Fähigkeiten lehrt. Rumo tötet die Teufelszyklopen und befreit alle Gefangenen, bevor sie von den Teufelszyklopen gefressen werden können.
Nach der Begegnung mit dem viergehirnigen Eydeeten Oztafan Kolibril trennt er sich von Rumo und beschließt, nach Nebelheim zu reisen und Kolibril bei seiner dortigen Forschungsarbeit zu unterstützen. Leider gelingt es ihm nicht, Kolibril einzuholen. Der Leuchtturm, in dem Kolibril seine wissenschaftlichen Messungen durchführt, ist leer. In Kolibrils Tagebuch werden seine 32 Tage in Nebelheim beschrieben, an dessen Ende er eine Warnung an den Leser seines Tagebuches formuliert. Diese besagt, dass der Nebel, der Nebelheim umgibt, ein lebendiges, bösartiges Wesen sei, das die Bewohner Nebelheims mit Gasen hypnotisiert. Die einzige Möglichkeit, zu überleben, sei, sofort zu fliehen. Doch bevor Smeik das schaffen kann, wird er von den Nebelheimern gefangen genommen und nach Hel, der Hauptstadt von Untenwelt, verschleppt. Nach der Gefangennahme trifft er auf Kolibril, der einige Tage früher ebenfalls entführt wurde. Nach einiger Zeit in einem Gefängnis in Hel wird er von Rumo gerettet.
Viele Jahre später ist Smeik der reichste Mann von Atlantis und Rumo sein Leibwächter. Smeik besitzt ein Drittel der Fellkämmereien in Atlantis; er kontrolliert das Gebba-Spiel und den Hafen. Ihm gehört ein Großteil der Immobilien in Atlantis. Er ist ehrenamtlicher Hafenmeister, Vorsitzender des Gebba-Verbands, Ehrengladiator und Schatzmeister des Atlantischen Gesangsvereins. Smeik kontrolliert die Lügenduelle; er baut Lügengladiatoren auf und zerstört sie wieder. Dabei wettet er auf sie und vermehrt so sein Vermögen. Blaubär wird Lügengladiator, gewinnt schon seinen ersten Auftritt und wird Smeiks Favorit. Als Blaubär einen Kampf auf Smeiks Wunsch verlieren soll, weigert er sich und Smeik verliert (angeblich) sein ganzes Vermögen.

### Ensel und Krete
Ensel und Krete von Hachen sind zwei Fhernhachenkinder aus der zamonischen Region Fhernhachingen. Sie sind die Hauptpersonen in dem zamonischen Märchen Ensel und Krete des Autors Hildegunst von Mythenmetz, das davon handelt, dass die beiden sich während ihres Urlaubs im Großen Wald verlaufen. Dort begegnen sie auf ihrer verzweifelten Suche nach dem Weg zurück nach Bauming diversen zamonischen Daseinsformen, wie z. B. einem Laubwolf oder einem Stollentroll. Die größte Gefahr im Wald ist allerdings eine Hexe, die eigentlich ein Haus ist. Schlussendlich wird sie mit Hilfe des verrückten Buntbären Boris Boris besiegt.

### Hildegunst von Mythenmetz
Hildegunst von Mythenmetz ist ein schriftstellernder Lindwurm.
Er wird von Walter Moers als der eigentliche Autor von „Ensel und Krete“, „Der Schrecksenmeister“, „Die Stadt der Träumenden Bücher“, „Das Labyrinth der Träumenden Bücher“ sowie als der Schreiber der Briefe, die in „Die Insel der Tausend Leuchttürme“ zusammengefasst sind, genannt. Die Stadt der Träumenden Bücher und Das Labyrinth der Träumenden Bücher gelten als Teil seiner 25-bändigen Autobiographie „Reiseerinnerungen eines sentimentalen Dinosauriers“, die als erstes seiner Werke in Zamonien im Druck erschien und in der „Die Stadt der Träumenden Bücher“ lediglich die ersten zwei Kapitel darstellt. Im Schrecksenmeister stellen sich die Zusammenhänge noch komplexer dar, weil hierbei Gofid Letterkerl der eigentliche Autor sein soll und Mythenmetz in einem Nachwort angibt, den Urtext an die moderne zamonische Sprache angepasst sowie geringfügig bearbeitet und erweitert zu haben. Moers bezeichnet sich bei all diesen Büchern nicht als Autor, sondern lediglich als Übersetzer und Illustrator.
Geboren wurde Mythenmetz in der legendären Lindwurmfeste, wo er auch seine Kindheit verbrachte. Seine umfassende literarische Bildung verdankte er seinem Dichtpaten Danzelot von Silbendrechsler, einem „Lindwurm-Urgestein“. Mythenmetz’ weiteres Leben verlief sehr ereignisreich: Er kam sehr schnell zu großem Ruhm, zerbrach aber auch mehrmals fast an seiner Popularität. In seiner Lebzeit hat er mehr als 500 Werke veröffentlicht.
Er ist der gefeiertste und berühmteste Autor von ganz Zamonien, hypochondrisch veranlagt und Erfinder zahlreicher patentierter literarischer Techniken, etwa der „Mythenmetzschen Abschweifung“, die es dem Autor gestattet, mitten im Text Kommentare einzufügen und im wahrsten Sinne des Wortes abzuschweifen, sowie der „Mythenmetzschen Ereignisandrohung“ und der „Mythenmetzschen Ungewissheitsschürung“.

### Echo
Echo ist eine Kratze, mit einem fotografischen, schier unerschöpflichen Gedächtnis, wie es für Kratzen nicht ungewöhnlich ist. Zudem sprechen und verstehen Kratzen die Sprachen aller Tiere und besitzen zwei Lebern. Echo ist möglicherweise der letzte seiner Art. Sein Frauchen Floria von Eisenstadt verbringt ihren Lebensabend in Sledwaya, bis sie an Altersschwäche stirbt. Zur Zeit ihrer Jugend war sie die Geliebte von Succubius Eißpin. Sie und Echo wissen jedoch nicht, dass ihr Partner noch lebt. Eißpin schließt einen Vertrag mit Echo, der zum Inhalt hat, dass Eißpin Echo bis zum nächsten Vollmond auf höchstem kulinarischen Niveau mästen muss. Beim Ablauf der Frist soll Echo getötet werden; und Eißpin hat das Recht, aus Echos Körper das alchemistisch wertvolle Kratzenfett zu gewinnen.
Doch Eißpin hat noch einen Plan. Echo soll alles über Alchemie und Kochkunst erfahren. Er lässt ihn die Formel zur Gewinnung von Gold auswendig lernen und weiht ihn in alle seine Geheimnisse ein. Sein Plan ist, Echos Wissen ebenfalls in das Kratzenfett einfließen zu lassen, damit er Herr über Leben und Tod werden kann. Doch nach einigen Kämpfen in Eißpins Schloss stürzt dieses zusammen und weil sein Wissen nun sehr wertvoll geworden ist, senden die sogenannten Grübelnden Eier ihm Hilfe in Form seines Freundes Fjodor F. Fjodor zu, der ihm in einer scheinbar ausweglosen Situation das Leben rettet.

### Succubius Eißpin
Succubius Eißpin ist der Schrecksenmeister von Sledwaya, der krankesten Stadt Zamoniens. Ein Schrecksenmeister einer Stadt ist normalerweise für die grundsätzlichen Angelegenheiten aller Schrecksen zuständig. Eißpin steht oft in der Kritik, weil er als Schrecksenmeister ein Verehrer der Schrecksenverbrennung und andere Foltermethoden betreffend zustimmend ist. Er schickt jede Woche einen Antrag zur Legalisierung der Schrecksenverbrennung zum zuständigen nattiftoffischen Amt in Atlantis. Trotz seiner Abneigung gegen Schrecksen lässt man ihn gewähren und er kann seine sadistischen Experimente fortsetzen.
Er ist der beste Alchimist und Koch, den es je gab. Es gelingt ihm wirklich, verschiedene Gegenstände zu Gold zu verwandeln und ein Perpetuum mobile zu bauen. Er schafft es auch beinahe, den Tod zu besiegen, um seine Geliebte Floria von Eisenstadt auferstehen zu lassen. Aber diesem Plan kommt Echo, das hochbegabte Krätzchen, dazwischen. Er zerstört Eißpins Schloss in Sledwaya mithilfe der Schreckseneichen, den lebenden Häusern der ehemals in Sledwaya lebenden Schrecksen, mit Izanuela Anazazis (der letzten Schreckse Sledwayas) Haus als Anführer und lässt Eißpin in den Trümmern versinken.
Eißpin verfügt über die größte Sammlung von Fetten, eingefrorenen Todesseufzern und ausgestopften Übelkreaturen Zamoniens und er besitzt einen posthypnotischen Vertrag mit einer Schneeweißen Witwe, einer absolut tödlichen und todessüchtigen Daseinsform, die in seinem Keller eingesperrt ist. Er ist Autor etlicher Schandwerke über Alchemie, Erfinder des eißpinschen Schrecksengrills und hobbymäßig ein Katastrophenmaler.

### Prinzessin Dylia
Prinzessin Dylia ist die Hauptfigur in dem Roman Prinzessin Insomnia und der alptraumfarbene Nachtmahr. Dylia leidet unter einer mysteriösen Krankheit, welche zu teils wochenlangem Schlafentzug führt. Infolgedessen werden ihre Sinne extrem geschärft und sie nimmt Dinge wahr, die für die anderen Schlossbewohner unsichtbar bleiben. Dazu gehören zum Beispiel die Zwielichtzwerge, eine Zwergenrasse die nur im Zwielicht existiert und ihr auf ihrer Reise häufig eine Hilfe ist. Außerdem kreiert und erforscht sie in ihrer zusätzlichen Zeit liebend gerne phantastische Welten, ihre eigene Kreativität und die Schönheit ausgefallener Worte.
Eines Nachts erhält sie Besuch von dem Nachtmahr Havarius Opal, welcher sie in den Wahnsinn treiben möchte. Dafür nimmt er sie mit nach Amygdala, das Angstzentrum in ihrem Gehirn.

### Havarius Opal
Havarius Opal ist ein Nachtmahr und der Antagonist in dem Roman Prinzessin Insomnia und der alptraumfarbene Nachtmahr. Er besucht die Prinzessin in einer Nacht, mit dem Ziel sie in den Wahnsinn und am Ende in den Tod treiben zu wollen. Gemeinsam begeben sie sich auf eine Reise nach Amygdala, dem Ort in Dylias Gehirn, der für ihre Angst zuständig ist. Er gibt sich selbst als ein Fachmann in dem Nachtmahrbusiness aus, zeigt allerdings immer wieder starke Schwächen und Unwissenheit. Bis zum Ende des Buches ist sein wahrer Charakter nicht offensichtlich. Er muss häufiger von der Prinzessin gerettet werden, bringt es allerdings nicht übers Herz sie am Ende ihrem Tod zu überlassen. Teilweise wirkt diese Unsicherheit gespielt, teilweise real.
Am Ende des Buches wird er von Dylia ausgetrickst, was seinen Freitod zur Folge hat.

### Hachmed Ben Kibitzer
Hachmed Ben Kibitzer ist ein in Buchhaim lebender Eydeet. Er führt dort einen kleinen Buchladen, welcher sich auf die Werke von Prof. Dr. Abdul Nachtigaller spezialisiert hat. In diesem trifft er auch das erste Mal auf Hildegunst von Mythenmetz, später verbindet die beide eine Freundschaft. Die Romane Weihnachten auf der Lindwurmfeste und Die Insel der Tausend Leuchttürme umfassen Briefe, die Mythenmetz an den Eydeeten geschrieben hat.

## Vermarktung Zamoniens

### Verlagswechsel
Bis 2002 publizierte Walter Moers bei Eichborn. Dort erschienen die Zamonien-Romane „Die 13½ Leben des Käpt’n Blaubär“ und „Ensel und Krete“. Seit 2003 publiziert Walter Moers bei Piper. Er gab in einem Interview als Grund persönliche Probleme mit der Eichborn-Verlagsleitung an. Bei Piper erschienen die Zamonien-Romane „Rumo und die Wunder im Dunkeln“, „Die Stadt der Träumenden Bücher“ und „Der Schrecksenmeister“. „Das Labyrinth der Träumenden Bücher“ und Prinzessin Insomnia werden bei Knaus (seit 2018 Penguin) verlegt. Seine neusten Werke „Weihnachten auf der Lindwurmfeste“ und „Der Bücherdrache“ sind im Penguin Verlag erschienen.

### Hörbücher
Zu allen Büchern sind ungekürzte Hörbuchaufnahmen erhältlich. Auch die Hörbücher wechselten den Verlag von Eichborn-Lido zu Hörverlag Hamburg. Die ersten vier Romane wurden von Dirk Bach gesprochen; seit Der Schrecksenmeister fungiert Andreas Fröhlich als Vorleser.

### Musical
„Die 13½ Leben des Käpt’n Blaubär – Das wahrscheinlich erlogenste Musical der Welt!“ von Martin Lingnau und Heiko Wohlgemuth hatte am 26. Oktober 2006 Premiere in Köln und sollte in einem Zelt nach Frankfurt, Hamburg, Berlin und Stuttgart weiterziehen, spielte jedoch nur noch bis März 2007 in Köln. Alle weiteren Gastspiele seien aus finanziellen Gründen abgesagt worden, schrieb die Vermarktungsfirma FKP Scorpio. Vom 26. Dezember 2008 bis 11. Januar 2009 wurde das Musical in acht deutschen Städten wieder gezeigt.

### Internet
Nach dem Erfolg von Walter Moers’ Roman „Die 13½ Leben des Käpt’n Blaubär“ wurde vom Eichborn-Verlag im Jahr 2000 die auch im Roman vorkommende Nachtschule als Online-Community gegründet. Bei der Anmeldung wählt man einen Namen und eine Daseinsform, unter denen man in der Nachtschule auftritt. Im Zuge des Verlagwechsels 2003 gründeten die Nachtschüler den Nachtschulverein und unterhalten die Nachtschule seitdem selbst.
Daneben gibt es seit 2009 auf Fandom.com (ehemals Wikia) ein Zamonien-Wiki, in dem lexikonartig Begriffe und Bewohner Zamoniens beschrieben werden.

### Verfilmung
Im November 2004 wurde erstmals erwähnt, die German Film Productions (GFP) wolle einen Film über den Kontinent Zamonien drehen. Der Medienfonds GFP besitze seit dem 17. November 2004 die Rechte an den Verfilmungen der Zamonien-Romane. Allerdings sollte keine Verfilmung eines bestehenden Buches, sondern eine neue Geschichte entstehen, zu der Walter Moers das Drehbuch schreibe. Natürlich sind Anspielungen auf die Bücher und eventuelle Nebenrollen von bekannten Charakteren geplant. Die ersten Dreharbeiten für den Realfilm mit computeranimatorischen Elementen sollten Ende 2006 beginnen, ob das wirklich geschehen ist, lässt sich nicht sagen, da man seit 2005 sowohl von Seiten der GFP als auch Walter Moers nichts mehr vernommen hat.

## Erstausgaben
- Walter Moers: Die 13½ Leben des Käpt’n Blaubär. Eichborn Verlag, Fulda 2000, ISBN 3-8218-2969-9.
- Walter Moers: Ensel und Krete. Eichborn Verlag, Fulda 2000, ISBN 3-8218-2949-4.
- Walter Moers: Rumo & Die Wunder im Dunkeln. Piper, München 2003, ISBN 3-492-04548-0.
- Walter Moers: Die Stadt der Träumenden Bücher. Piper, München 2004, ISBN 3-492-04549-9.
- Walter Moers: Der Schrecksenmeister. Piper, München 2007, ISBN 3-492-04937-0.
- Walter Moers: Das Labyrinth der Träumenden Bücher. Knaus, München 2011, ISBN 978-3-8135-0393-7.
- Walter Moers: Prinzessin Insomnia & der alptraumfarbene Nachtmahr. Knaus, München 2017, ISBN 978-3-8135-0785-0.
- Walter Moers: Weihnachten auf der Lindwurmfeste. Penguin, München 2018, ISBN 978-3-328-60071-8.
- Walter Moers: Der Bücherdrache. Penguin, München 2019, ISBN 978-3-328-60064-0.
- Walter Moers: Die Insel der Tausend Leuchttürme. Penguin, München 2023, ISBN 978-3-328-60006-0.
- Walter Moers: Das Einhörnchen, das rückwärts leben wollte. Zwanzig zamonische Flabeln. Penguin, München 2024, ISBN 978-3-328-60342-9.

## Sekundärliteratur
- Gerrit Lembke (Hrsg.): Walter Moers’ Zamonien-Romane. Vermessungen eines fiktionalen Kontinents. V&R unipress, Göttingen 2011, ISBN 978-3-89971-677-1.
- Walter Moers und Anja Dollinger Zamonien: Entdeckungsreise durch einen phantastischen Kontinent – Von A wie Anagrom Ataf bis Z wie Zamomin Albrecht Knaus Verlag 2012, ISBN 978-3-8135-0530-6.
- Katja Pawlik: Von Atlantis bis Zamonien, von Menippos bis Moers: Die Zamonien-Romane Walter Moers’ im Kontext der menippeischen Satire. Dissertation. Königshausen & Neumann, Würzburg 2016, ISBN 978-3-8260-5899-8.